# 神戸ムスリムモスク

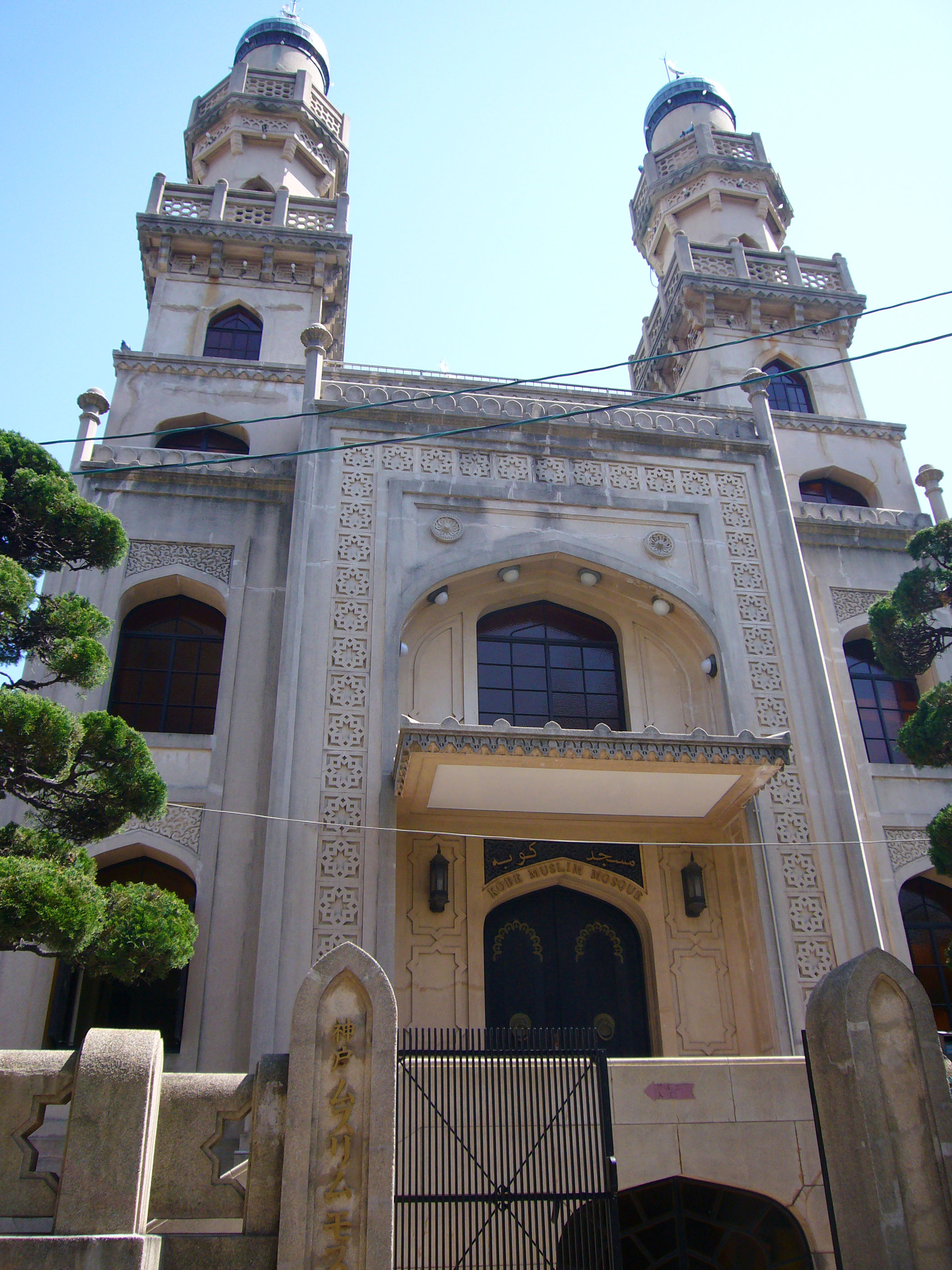
モスクの外観

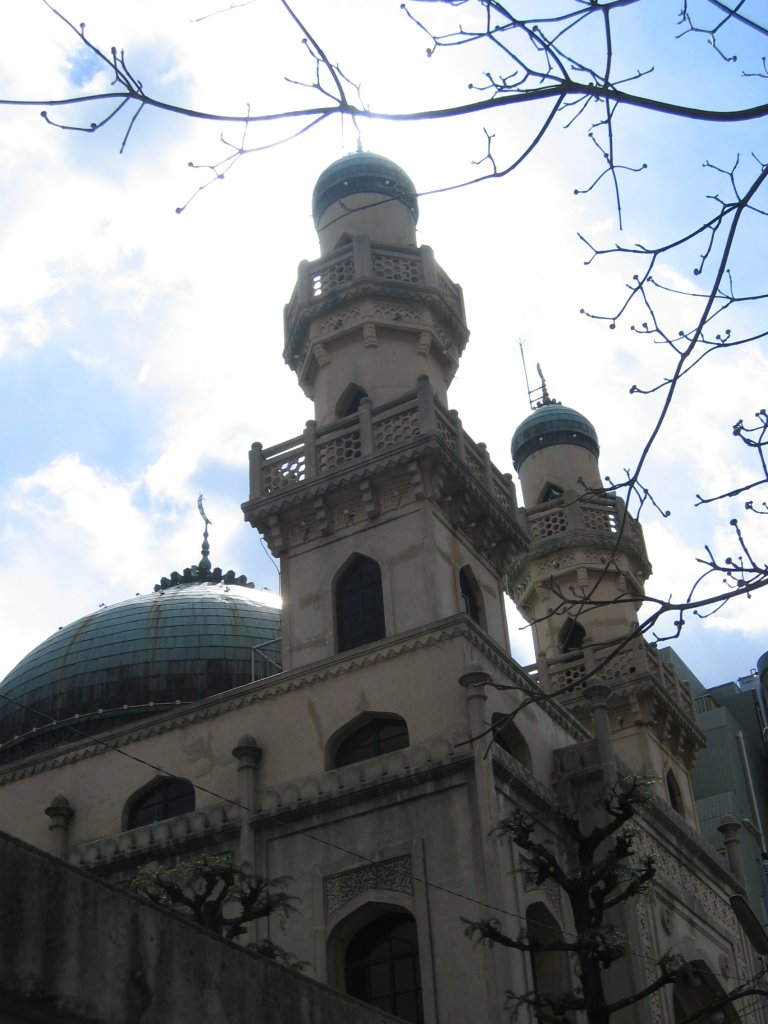
ミナレットとドーム

神戸ムスリムモスク（こうべムスリムモスク、英語: Kobe Muslim Mosque、アラビア語: مسجد كوبه الإسلامي）は兵庫県神戸市中央区の山本通の南、パールストリートにあるモスク（イスラーム教寺院）、歴史的建造物。神戸回教寺院、神戸モスクとも呼ばれる。ムスリムとはアラビア語でイスラム教徒の意。
1935年（昭和10年）、神戸在住のトルコ人、亡命タタール人、インド人貿易商らの寄付・出資により建てられた日本で最初のモスクである。
イスラム教徒かどうかを問わず、モスク内部を見学可能である。男性は1階の礼拝堂、女性は2階の礼拝堂。多数の見学の場合は事前に要連絡。見学の際、肌の露出（半ズボン、ミニスカート等）は慎むこと。隣接したイスラーム文化センターでは、イスラム教徒を問わず勉強会を行い、広くイスラム教の基礎知識を提供している。（詳細は#外部リンクへ）
2017年時点でも戦前に建設された建物を使用しており、戦後に建て替えられた東京ジャーミイとは対照的に簡素な見栄えとなっている。

## 歴史
日本でのモスク建立計画は神戸が最初でなく、1909年（明治42年）に東京で持ち上がったが、用地確保の段階で頓挫。1924年（大正13年）にも計画された。1931年（昭和6年）に「回教徒小学校」が建てられたが、モスク本体は建てられなかった。名古屋モスクは日本初のモスクとされることがあるが、イスラム研究者の店田廣文によると、これは1988年に刊行された『日本イスラーム史』にある「1931年には開設したと聞いている」という記述による誤解である。名古屋市においても1936年11月（昭和11年）に完成し、翌年1月に落成式が行われた。その後、太平洋戦争中の名古屋空襲で焼けてしまった。
神戸においてモスク建立の必要性が認識されたのは、第一次世界大戦中・戦後に神戸に移住するムスリムが増えたことによる。計画の具体化は、1928年（昭和3年）来日したインド人貿易商が資金集めに着手して以降である。1925年（大正14年）に来日したエジプト領事も計画に一時的に推進力を与えたが、途中帰国により、エジプト政府からの資金導入は出来なかった。
恐慌による経済不況とエジプト人領事の帰国で、困難に直面した神戸モスク建立事業は、インド人商人たちのおかげで息を吹き返した。
フェローズッディーン(J. B. Ferozuddin) は資金総額（12万円弱）の半分以上を一人で負担し、ボンベイ（ムンバイ）に本社があるアフメド・アブドゥル・カリム兄弟社が次点の大口出資者となった。また、神戸トルコ・タタール協会も寄付した。当時、決して裕福ではなかったタタール人が生活費を削って寄付金を集めた。海外で資金集めをした S.A.アハメド (S.A.Ahmad) は、インド、英国の海峡植民地にも赴いたが来日した後に病死し、モスクの完成を見ることはなかった。
神戸では、大口出資者のインド人の例外として、在朝鮮タタール人、在神エジプト領事、シリア商人、エジプト領事館員がいた。
1934年（昭和9年）11月14日にモスク建設認可が下り、竹中工務店と契約。鉄筋コンクリート造のモスク本体は、地上三階、地下一階で、設計はチェコ出身の建築家ヤン・ヨセフ・スワガーによる「スワガー建築事務所」。竹中工務店に保管されている初期図面11枚には、大ドームがないなど実際のドームと違いがあり、スワガーの考えにより変更・追加されたと考えられる。
当時の日本では、イスラームは新宗教と同じく、行政上「宗教」の扱いを受けない「類似宗教」と見なされて法人格は認められなかったが、特に問題にはならなかった。
1934年（昭和9年）11月30日に定礎式が行われた。トルコ・タタール人、インド人340名が参集した記録があるが、他の都市の参加者も含めた数字と思われる。在日アフガニスタン国公使、在神エジプト領事、在神英国副領事、日本人トルコ学者等が出席。インド人、タタール人の演説は非政治的なものだったと記録がある。日本初のモスク定礎式が行われた事実は海外でも知られることとなった。
1935年（昭和10年）7月末に神戸モスクは竣工し、7月24日にモスク使用許可が与えられ、8月2日金曜日に、献堂式が行われた。
インド、ロシア、ドイツ、満州、中国、トルキスタン、ジャワ、日本、エジプト、アフガニスタン出身のムスリムの男女が参集し、モスク委員長のインド人がモスク建立の経緯を語った後、フェローズッディーンがモスクの開扉を依頼され、彼はこの日の為に特別に用意された銀の鍵で扉を開け、「日出づる国」初の「回教寺院の開院」を宣言した。これに続いて、会衆が「アッラーフ・アクバル（神は偉大なり）」と唱えながらモスクへ入り、フェローズッディンによってミナレットの上から、アザーンが行われた後、モスクで初めての金曜礼拝が行われた。
献堂式の後、モスクの近くにあったトーアホテル（1950年に焼失）にて祝賀会が行われ、500人から600人ほどの出席者がいた。賓客には、神戸市長、在神英国副領事、エジプト領事、各国領事、外国人商工会議所代表、朝鮮、満州国、中国からの参加者もあった。数は少ないが日本人イスラム教徒や、満州伊新聞協会総裁等も出席。来賓の神戸市長勝田銀次郎は、「回教徒と日本との親交の増進を助望する」祝辞を寄せた。
祝賀会では、タタール人の少年による、聖典コーランの朗唱、モスク委員長が挨拶、続いて、全インド・ムスリム連盟の元議長ミヤン・アブドゥルアズィーズ (Mian Abdul Aziz)、イマームらが演説した。
アブドゥルアズィーズが行った演説は、彼の著書『日出づる国の三日月』にも記されているが、要約すると日本における神戸モスクの建立は日本の宗教的寛容性を象徴するものであるということ。日本にイスラームが広まることを祈願し、「神戸」すなわち「神の門戸」という地名に対する象徴的な解釈。「三日月の地」すなわち「月出づる国」に預言者ムハンマドが最初に建てたモスクが聖地マディーナの「Koba (Quba')」クバー・モスクであって、「日出づる国」最初のモスクが「Kobe」コーベ・モスクであるという音的類似に、ある種の神意を感じると述べた。
完成したモスクの運営は、組織の主体はスンナ派、法学派としてハナフィー学派であることが明記されており、理事や監事は「スンニー・ハナフィー・ムスリム」により選任されることになった。理由はインド、タタール人の多くはハナフィー学派であったからで、しかし、それ以外の学派の信徒も当然所属することは出来た。
モスク委員会や理事会は初期に名誉会長的なエジプト人外交官を除いて、インド人とタタール人のみで構成され、一時期モスク委員長を務めたエジプト領事も寄付を行ったが大きな役割を果たしたと言えず、トルコ大使館や、ペルシャ（イラン）公使館などイスラーム国家の公館はモスク建立事業そのものに関与していない。日本政府も妨害も積極的な援助もしていず、「中央」や「公」の影はほとんどみられない。
また、「Kobe」コーベ・モスクは、アブドゥルアズィーズが、マディーナの「Koba (Quba')」クバー・モスクと音的類似があると指摘したが、聖地マッカの「Kabe (Ka'aba)」カーバ神殿とも、音的類似があり、これもある種の神意を感じることが可能である。
戦時中1943年（昭和18年）に日本海軍に接収されたことがある。
モスクは頑強な地下室と建築構造を持っており、1945年（昭和20年）の神戸大空襲で焼失を免れた。1995年（平成7年）の阪神・淡路大震災でも倒壊せず避難民を収容し、現在に至っている。

## 建築概要
- 建物名 ― 神戸モスク

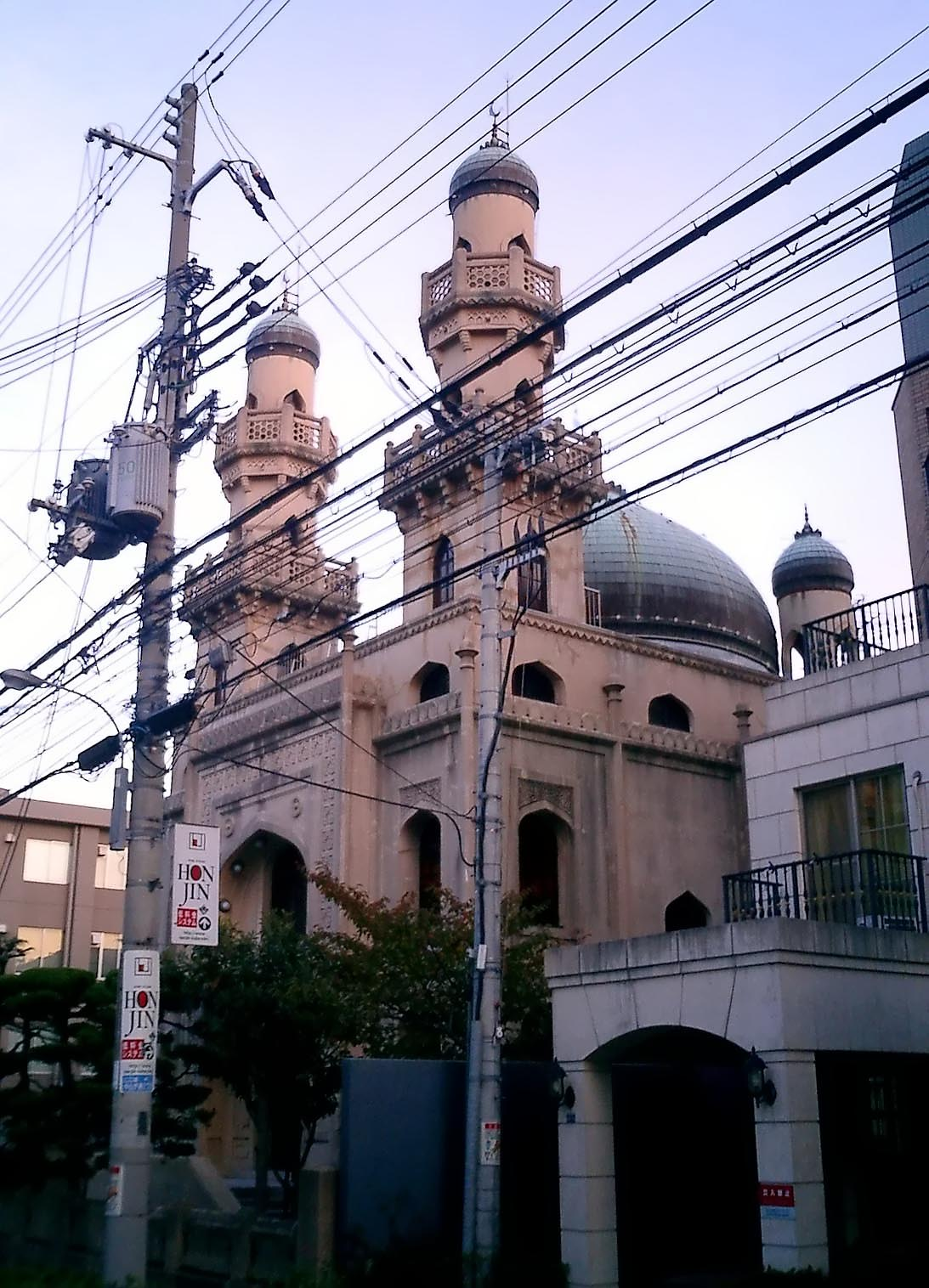
モスクの周囲は電線が込み入っており、どの角度からでも景観は悪い。

- 設計 ― ヤン・ヨセフ・スワガー (Jan Josef Švagr)
- 竣工 ― 1935年
- 構造 ― RC造・3階建
- 用途 ― 寺院
- 所在地 ― 〒650-0004 兵庫県神戸市中央区中山手通二丁目25-14

隣接して、イスラーム文化センターと、貸し駐車場がある。

## 交通アクセス
- 阪急 神戸三宮駅　徒歩8分
- 阪神 神戸三宮駅　徒歩9分
- JR 三ノ宮駅　徒歩8分
- 神戸市営地下鉄西神・山手線 三宮駅　徒歩7分
- 神戸市営地下鉄海岸線 旧居留地・大丸前駅　徒歩10分
- 山陽新幹線 新神戸駅　徒歩15分
- 神戸市バス7系統 山本通3丁目 徒歩2分
- シティ・ループ バス 北野工房駅　徒歩1分

## 周辺情報

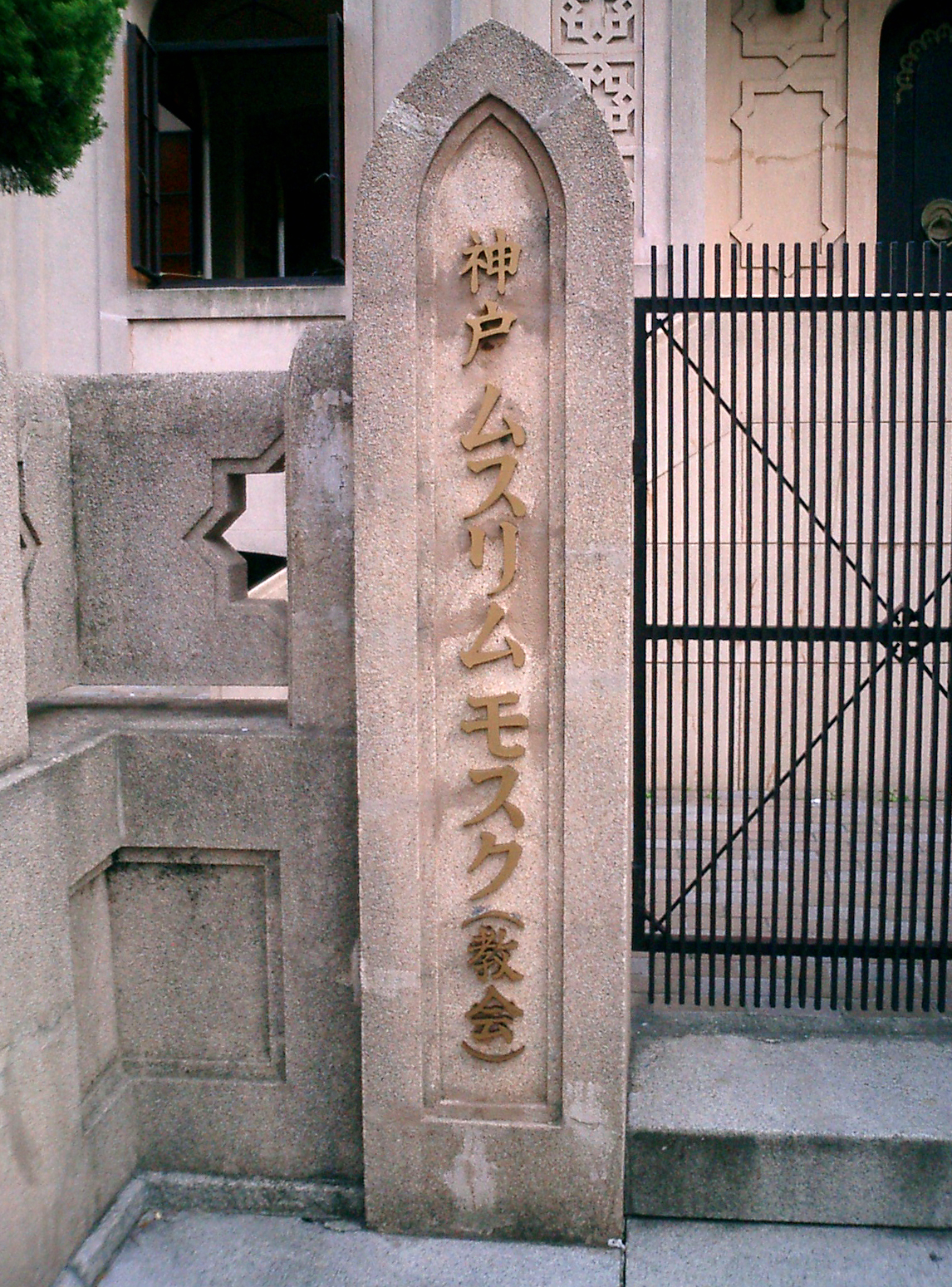
門柱

- 兵庫県公館
- 北野町山本通
- 新神戸ロープウェー　北野1丁目駅
- 神戸市立布引ハーブ園
- 北野遊歩道
- 生田神社
- 相楽園
- 旧ハッサム住宅
- 神戸北野美術館（旧アメリカ領事館）
- うろこ美術館（うろこの館）
- プラトン装飾美術館（イタリア館）
- 神戸外国倶楽部
- 神戸市水の科学博物館
- トアロード
- 近隣には、ハラール食品を扱う店が多い。

## 研究書
- 宇高雄志『神戸モスク 建築と街と人』（東方出版）